# Classificació de la Copa del Món de futbol 2010-AFC
La fase de classificació de la Copa del Món de Futbol 2010 de la zona asiàtica fou organitzada i supervisada per la Confederació Asiàtica de Futbol . La zona asiàtica disposa de 4 places directes per la fase final, més una a disputar amb un representant de la CONCACAF. Les eliminatòries de l'AFC es desenvoluparen en cinc fases. Les 38 seleccions amb pitjor coeficient FIFA disputaran la primera fase d'on sortiran 19 seleccions. D'aquestes 19 les 11 que tinguin millor coeficient FIFA avançaran a la tercera fase i les altres 8 disputaran la segona fase. A la tercera fase hi haurà 20 seleccions repartides en 5 grups de 4. Els primers i segons de cada grup es repartiran en 2 grups de 5 equips. dels quals els 2 primers de cada grup tindran la classificació per a la Copa del Món 2010 i els tercers disputaran una eliminatòria per a saber qui disputa el playoff contra el guanyador de la zona d'Oceania.

## Primera fase
| Partit | Equip 1        | Resultat global | Equip 2             | Resultat anada | Resultat tornada |
| ------ | -------------- | --------------- | ------------------- | -------------- | ---------------- |
| 1      | Bangladesh     | 1:6             | Tadjikistan         | 1:1            | 0:5              |
| 2      | Síria          | 5:1             | Afganistan          | 3:0            | 2:1              |
| 3      | Tailàndia      | 13:2            | Macau               | 6:1            | 7:1              |
| 4      | Líban          | 6:3             | Índia               | 4:1            | 2:2              |
| 5      | Vietnam        | 0:6             | Emirats Àrabs Units | 0:1            | 0:5              |
| 6      | Iemen          | 3:2             | Maldives            | 3:0            | 0:2              |
| 7      | Palestina      | 0:7             | Singapur            | 0:4            | 0:3              |
| 8      | Oman           | 4:0             | Nepal               | 2:0            | 2:0              |
| 9      | Cambodja       | 1:5             | Turkmenistan        | 0:1            | 1:4              |
| 10     | Uzbekistan     | 11:0            | Taipei              | 9:0            | 2:0              |
| 11     | Kirguizstan    | 2:2 (p)         | Jordània            | 2:0            | 0:2              |
| 12     | Mongòlia       | 2:9             | Corea del Nord      | 1:4            | 1:5              |
| 13     | Timor Oriental | 3:11            | Hong Kong           | 2:3            | 1:8              |
| 14     | Sri Lanka      | 0:6             | Qatar               | 0:1            | 0:5              |
| 15     | Bahrain        | 4:1             | Malàisia            | 4:1            | 0:0              |
| 16     | Xina           | 11:0            | Myanmar             | 7:0            | 4:0              |
| 17     | Pakistan       | 0:7             | Iraq                | 0:7            | 0:0              |

Gràcies a l'abandonament de  Guam, Indonèsia es classificà directament per a la segona fase.

Gràcies a l'abandonament de  Bhutan, Kuwait es classificà directament per a la tercera fase.

## Segona fase
| Partit | Equip 1   | Resultat global | Equip 2      | Resultat anada | Resultat tornada |
| ------ | --------- | --------------- | ------------ | -------------- | ---------------- |
| A      | Iemen     | 1:2             | Tailàndia    | 1:1            | 0:1              |
| B      | Singapur  | 3:1             | Tadjikistan  | 2:0            | 1:1              |
| C      | Indonèsia | 1:11            | Síria        | 1:4            | 0:7              |
| D      | Hong Kong | 0:3             | Turkmenistan | 0:0            | 0:3              |

## Tercera fase (grups)

### Grup 1
| Equip     | Pts | PJ | PG | PE | PP | GF | GC | DG |
| --------- | --- | -- | -- | -- | -- | -- | -- | -- |
| Austràlia | 10  | 6  | 3  | 1  | 2  | 7  | 3  | +4 |
| Qatar     | 10  | 6  | 3  | 1  | 2  | 5  | 6  | -1 |
| Iraq      | 7   | 6  | 2  | 1  | 3  | 4  | 6  | -2 |
| Xina      | 6   | 6  | 1  | 3  | 2  | 3  | 4  | -1 |

| 6 de febrer de 2008 | Dubai     | Iraq      | 1:1 (0:0) | Xina      |
| 6 de febrer de 2008 | Melbourne | Austràlia | 3:0 (3:0) | Qatar     |
| 26 de març de 2008  | Kumming   | Xina      | 0:0       | Austràlia |
| 26 de març de 2008  | Doha      | Qatar     | 2:0 (1:0) | Iraq      |
| 2 de juny de 2008   | Brisbane  | Austràlia | 1:0 (0:0) | Iraq      |
| 2 de juny de 2008   | Doha      | Qatar     | 0:0       | Xina      |
| 7 de juny de 2008   | Dubai     | Iraq      | 1:0 (1:0) | Austràlia |
| 7 de juny de 2008   | Tianjin   | Xina      | 0:1 (0:1) | Qatar     |
| 14 de juny de 2008  | Tianjin   | Xina      | 1:2 (1:1) | Iraq      |
| 14 de juny de 2008  | Doha      | Qatar     | 1:3 (1:3) | Austràlia |
| 22 de juny de 2008  | Dubai     | Iraq      | 0:1 (0:0) | Qatar     |
| 22 de juny de 2008  | Sydney    | Austràlia | 0:1 (0:1) | Xina      |

### Grup 2
| Equip     | Pts | PJ | PG | PE | PP | GF | GC | DG |
| --------- | --- | -- | -- | -- | -- | -- | -- | -- |
| Japó      | 13  | 6  | 4  | 1  | 1  | 12 | 3  | +9 |
| Bahrain   | 11  | 6  | 3  | 2  | 1  | 7  | 5  | +2 |
| Oman      | 8   | 6  | 2  | 2  | 2  | 5  | 7  | -2 |
| Tailàndia | 1   | 6  | 0  | 1  | 5  | 5  | 14 | -9 |

| 6 de febrer de 2008 | Muscat    | Oman      | 0:1 (0:1) | Bahrain   |
| 6 de febrer de 2008 | Saitama   | Japó      | 4:1 (1:1) | Tailàndia |
| 26 de març de 2008  | Al-Manama | Bahrain   | 1:0 (0:0) | Japó      |
| 26 de març de 2008  | Bangkok   | Tailàndia | 0:1 (0:1) | Oman      |
| 2 de juny de 2008   | Yokohama  | Japó      | 3:0 (2:0) | Oman      |
| 2 de juny de 2008   | Bangkok   | Tailàndia | 2:3 (2:2) | Bahrain   |
| 7 de juny de 2008   | Muscat    | Oman      | 1:1 (1:0) | Japó      |
| 7 de juny de 2008   | Al-Manama | Bahrain   | 1:1 (0:0) | Tailàndia |
| 14 de juny de 2008  | Bangkok   | Tailàndia | 0:3 (0:2) | Japó      |
| 14 de juny de 2008  | Al-Manama | Bahrain   | 1:1 (1:0) | Oman      |
| 22 de juny de 2008  | Saitama   | Japó      | 1:0 (0:0) | Bahrain   |
| 22 de juny de 2008  | Muscat    | Oman      | 2:1 (0:1) | Tailàndia |

### Grup 3
| Equip          | Pts | PJ | PG | PE | PP | GF | GC | DG  |
| -------------- | --- | -- | -- | -- | -- | -- | -- | --- |
| Corea del Sud  | 12  | 6  | 3  | 3  | 0  | 10 | 3  | +7  |
| Corea del Nord | 12  | 6  | 3  | 3  | 0  | 4  | 0  | +4  |
| Jordània       | 7   | 6  | 2  | 1  | 3  | 6  | 6  | +0  |
| Turkmenistan   | 1   | 6  | 0  | 1  | 5  | 1  | 12 | -11 |

| 6 de febrer de 2008 | Amman     | Jordània       | 0:1 (0:1) | Corea del Nord |
| 6 de febrer de 2008 | Seül      | Corea del Sud  | 4:0 (1:0) | Turkmenistan   |
| 26 de març de 2008  | Pyongyang | Corea del Nord | 0:0       | Corea del Sud  |
| 26 de març de 2008  | Aşgabat   | Turkmenistan   | 0:2 (0:1) | Jordània       |
| 2 de juny de 2008   | Seül      | Corea del Sud  | 2:2 (1:0) | Jordània       |
| 2 de juny de 2008   | Aşgabat   | Turkmenistan   | 0:0       | Corea del Nord |
| 7 de juny de 2008   | Amman     | Jordània       | 0:1 (0:1) | Corea del Sud  |
| 7 de juny de 2008   | Pyongyang | Corea del Nord | 1:0 (0:0) | Turkmenistan   |
| 14 de juny de 2008  | Pyongyang | Corea del Nord | 2:0 (1:0) | Jordània       |
| 14 de juny de 2008  | Aşgabat   | Turkmenistan   | 1:3 (0:1) | Corea del Sud  |
| 22 de juny de 2008  | Amman     | Jordània       | 2:0 (0:0) | Turkmenistan   |
| 22 de juny de 2008  | Seül      | Corea del Sud  | 0:0       | Corea del Nord |

### Grup 4
| Equip          | Pts | PJ | PG | PE | PP | GF | GC | DG  |
| -------------- | --- | -- | -- | -- | -- | -- | -- | --- |
| Aràbia Saudita | 15  | 6  | 5  | 0  | 1  | 14 | 5  | +9  |
| Uzbekistan     | 15  | 6  | 5  | 0  | 1  | 15 | 7  | +8  |
| Singapur       | 6   | 6  | 2  | 0  | 4  | 7  | 13 | -6  |
| Líban          | 0   | 6  | 0  | 0  | 6  | 3  | 14 | -11 |

| 6 de febrer de 2008 | Beirut   | Líban          | 0:1 (0:1) | Uzbekistan     |
| 6 de febrer de 2008 | Riad     | Aràbia Saudita | 2:0 (1:0) | Singapur       |
| 26 de març de 2008  | Taixkent | Uzbekistan     | 3:0 (1:0) | Aràbia Saudita |
| 26 de març de 2008  | Singapur | Singapur       | 2:0 (2:0) | Líban          |
| 2 de juny de 2008   | Riad     | Aràbia Saudita | 4:1 (1:1) | Líban          |
| 2 de juny de 2008   | Singapur | Singapur       | 3:7 (2:5) | Uzbekistan     |
| 7 de juny de 2008   | Beirut   | Líban          | 1:2 (0:1) | Aràbia Saudita |
| 7 de juny de 2008   | Taixkent | Uzbekistan     | 1:0 (0:0) | Singapur       |
| 14 de juny de 2008  | Taixkent | Uzbekistan     | 3:0 (0:0) | Líban          |
| 14 de juny de 2008  | Singapur | Singapur       | 0:2 (0:1) | Aràbia Saudita |
| 22 de juny de 2008  | Beirut   | Líban          | 1:2 (0:0) | Singapur       |
| 22 de juny de 2008  | Riad     | Aràbia Saudita | 4:0 (2:0) | Uzbekistan     |

### Grup 5
| Equip               | Pts | PJ | PG | PE | PP | GF | GC | DG |
| ------------------- | --- | -- | -- | -- | -- | -- | -- | -- |
| Iran                | 12  | 6  | 3  | 3  | 0  | 7  | 2  | +5 |
| Emirats Àrabs Units | 8   | 6  | 2  | 2  | 2  | 7  | 7  | +0 |
| Síria               | 8   | 6  | 2  | 2  | 2  | 7  | 8  | -1 |
| Kuwait              | 4   | 6  | 1  | 1  | 4  | 8  | 12 | -4 |

| 6 de febrer de 2008 | Teheran     | Iran                | 0:0       | Síria               |
| 6 de febrer de 2008 | Abu Dhabi   | Emirats Àrabs Units | 2:0 (1:0) | Kuwait              |
| 26 de març de 2008  | Damasc      | Síria               | 1:1 (1:0) | Emirats Àrabs Units |
| 26 de març de 2008  | Kuwait City | Kuwait              | 2:2 (1:2) | Iran                |
| 2 de juny de 2008   | Teheran     | Iran                | 0:0       | Emirats Àrabs Units |
| 2 de juny de 2008   | Damasc      | Síria               | 1:0 (0:0) | Kuwait              |
| 7 de juny de 2008   | Alain City  | Emirats Àrabs Units | 0:1 (0:1) | Iran                |
| 7 de juny de 2008   | Kuwait City | Kuwait              | 4:2 (2:2) | Síria               |
| 14 de juny de 2008  | Kuwait City | Kuwait              | 2:3 (0:2) | Emirats Àrabs Units |
| 14 de juny de 2008  | Damasc      | Síria               | 0:2 (0:0) | Iran                |
| 22 de juny de 2008  | Alain City  | Emirats Àrabs Units | 1:3 (0:1) | Síria               |
| 22 de juny de 2008  | Teheran     | Iran                | 2:0 (1:0) | Kuwait              |

## Quarta fase (grups)

### Grup A
| Equip      | Pts | PJ | PG | PE | PP | GF | GC | DG  |
| ---------- | --- | -- | -- | -- | -- | -- | -- | --- |
| Austràlia  | 20  | 8  | 6  | 2  | 0  | 12 | 1  | +11 |
| Japó       | 15  | 8  | 4  | 3  | 1  | 11 | 6  | +5  |
| Bahrain    | 10  | 8  | 3  | 1  | 4  | 6  | 8  | -2  |
| Qatar      | 6   | 8  | 1  | 3  | 4  | 5  | 14 | -9  |
| Uzbekistan | 4   | 8  | 1  | 1  | 6  | 5  | 10 | -5  |

| 6 de setembre de 2008  | Al-Manama | Bahrain    | 2:3 (0:2) | Japó       |
| 6 de setembre de 2008  | Doha      | Qatar      | 3:0 (1:0) | Uzbekistan |
| 10 de setembre de 2008 | Doha      | Qatar      | 1:1 (1:0) | Bahrain    |
| 10 de setembre de 2008 | Taixkent  | Uzbekistan | 0:1 (0:1) | Austràlia  |
| 15 d'octubre de 2008   | Brisbane  | Austràlia  | 4:0 (2:0) | Qatar      |
| 15 d'octubre de 2008   | Saitama   | Japó       | 1:1 (1:1) | Uzbekistan |
| 19 de novembre de 2008 | Al-Manama | Bahrain    | 0:1 (0:0) | Austràlia  |
| 19 de novembre de 2008 | Doha      | Qatar      | 0:3 (0:1) | Japó       |
| 11 de febrer de 2009   | Yokohama  | Japó       | 0:0       | Austràlia  |
| 11 de febrer de 2009   | Taixkent  | Uzbekistan | 0:1 (0:0) | Bahrain    |
| 28 de març de 2009     | Pakhtakor | Uzbekistan | 4:0 (2:0) | Qatar      |
| 28 de març de 2009     | Saitama   | Japó       | 1:0 (0:0) | Bahrain    |
| 1 d'abril de 2009      | Al-Manama | Bahrain    | 1:0 (0:0) | Qatar      |
| 1 d'abril de 2009      | Sydney    | Austràlia  | 2:0 (0:0) | Uzbekistan |
| 6 de juny de 2009      | Doha      | Qatar      | 0:0       | Austràlia  |
| 6 de juny de 2009      | Taixkent  | Uzbekistan | 0:1 (0:1) | Japó       |
| 10 de juny de 2009     | Sydney    | Austràlia  | 2:0 (0:0) | Bahrain    |
| 10 de juny de 2009     | Yokohama  | Japó       | 1:1 (1:0) | Qatar      |
| 17 de juny de 2009     | Melbourne | Austràlia  | 2:1 (0:1) | Japó       |
| 17 de juny de 2009     | Al-Manama | Bahrain    | 1:0 (0:0) | Uzbekistan |

### Grup B
| Equip               | Pts | PJ | PG | PE | PP | GF | GC | DG  |
| ------------------- | --- | -- | -- | -- | -- | -- | -- | --- |
| Corea del Sud       | 16  | 8  | 4  | 4  | 0  | 12 | 4  | +8  |
| Corea del Nord      | 12  | 8  | 3  | 3  | 2  | 7  | 5  | +2  |
| Aràbia Saudita      | 12  | 8  | 3  | 3  | 2  | 8  | 8  | +0  |
| Iran                | 11  | 8  | 2  | 5  | 1  | 8  | 7  | +1  |
| Emirats Àrabs Units | 1   | 8  | 0  | 1  | 7  | 6  | 17 | -11 |

| 6 de setembre de 2008  | Riad      | Aràbia Saudita      | 1:1 (1:0) | Iran                |
| 6 de setembre de 2008  | Abu Dhabi | Emirats Àrabs Units | 1:2 (0:0) | Corea del Nord      |
| 10 de setembre de 2008 | Abu Dhabi | Emirats Àrabs Units | 1:2 (1:0) | Aràbia Saudita      |
| 10 de setembre de 2008 | Shanghai  | Corea del Nord      | 1:1 (0:0) | Corea del Sud       |
| 15 d'octubre de 2008   | Teheran   | Iran                | 2:1 (1:0) | Corea del Nord      |
| 15 d'octubre de 2008   | Seül      | Corea del Sud       | 4:1 (2:0) | Emirats Àrabs Units |
| 19 de novembre de 2008 | Riad      | Aràbia Saudita      | 0:2 (0:0) | Corea del Sud       |
| 19 de novembre de 2008 | Dubai     | Emirats Àrabs Units | 1:1 (1:0) | Iran                |
| 11 de febrer de 2009   | Pyongyang | Corea del Nord      | 1:0 (1:0) | Aràbia Saudita      |
| 11 de febrer de 2009   | Teheran   | Iran                | 1:1 (0:0) | Corea del Sud       |
| 28 de març de 2009     | Pyongyang | Corea del Nord      | 2:0 (0:0) | Emirats Àrabs Units |
| 28 de març de 2009     | Teheran   | Iran                | 1:2 (0:0) | Aràbia Saudita      |
| 1 d'abril de 2009      | Riad      | Aràbia Saudita      | 3:2 (1:2) | Emirats Àrabs Units |
| 1 d'abril de 2009      | Seül      | Corea del Sud       | 1:0 (0:0) | Corea del Nord      |
| 6 de juny de 2009      | Pyongyang | Corea del Nord      | 0:0       | Iran                |
| 6 de juny de 2009      | Dubai     | Emirats Àrabs Units | 0:2 (0:2) | Corea del Sud       |
| 10 de juny de 2009     | Seül      | Corea del Sud       | 0:0       | Aràbia Saudita      |
| 10 de juny de 2009     | Teheran   | Iran                | 1:0 (0:0) | Emirats Àrabs Units |
| 17 de juny de 2009     | Seül      | Corea del Sud       | 1:1 (0:0) | Iran                |
| 17 de juny de 2009     | Riad      | Aràbia Saudita      | 0:0       | Corea del Nord      |

## Repesca
5 i 9 de setembre del 2009
| Partit | Equip 1 | Resultat global | Equip 2        | Resultat anada | Resultat tornada |
| ------ | ------- | --------------- | -------------- | -------------- | ---------------- |
| -      | Bahrain | 2:2             | Aràbia Saudita | 0:0            | 2:2              |

## Repesca amb la OFC
10 d'octubre i 14 de novembre del 2009
| Partit | AFC     | Resultat global | OFC          | Resultat anada | Resultat tornada |
| ------ | ------- | --------------- | ------------ | -------------- | ---------------- |
| -      | Bahrain | 0:1             | Nova Zelanda | 0:0            | 0:1              |